# Movie Park Germany

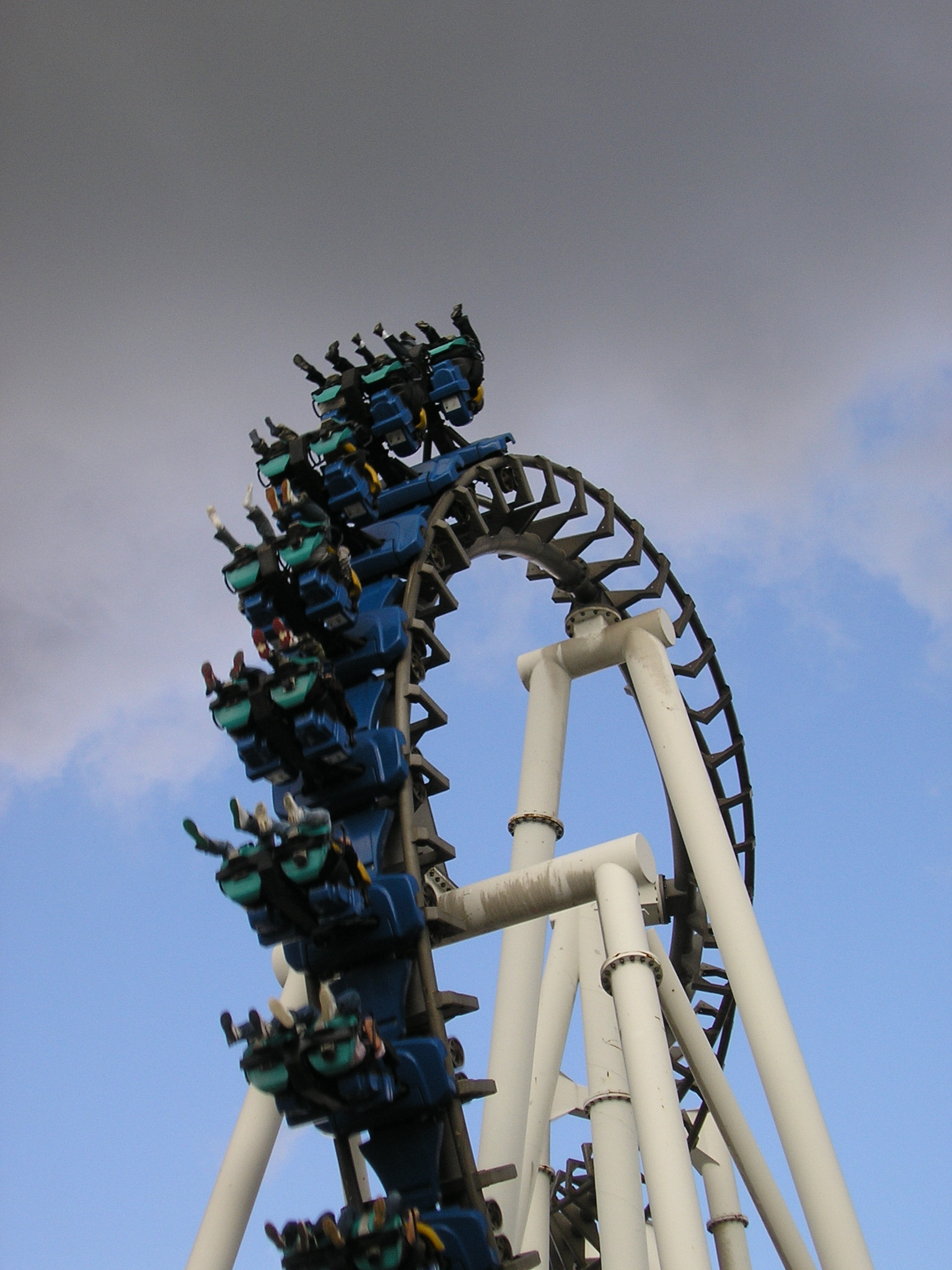
MP Xpress is een omgekeerde achtbaan in Movie Park Germany.

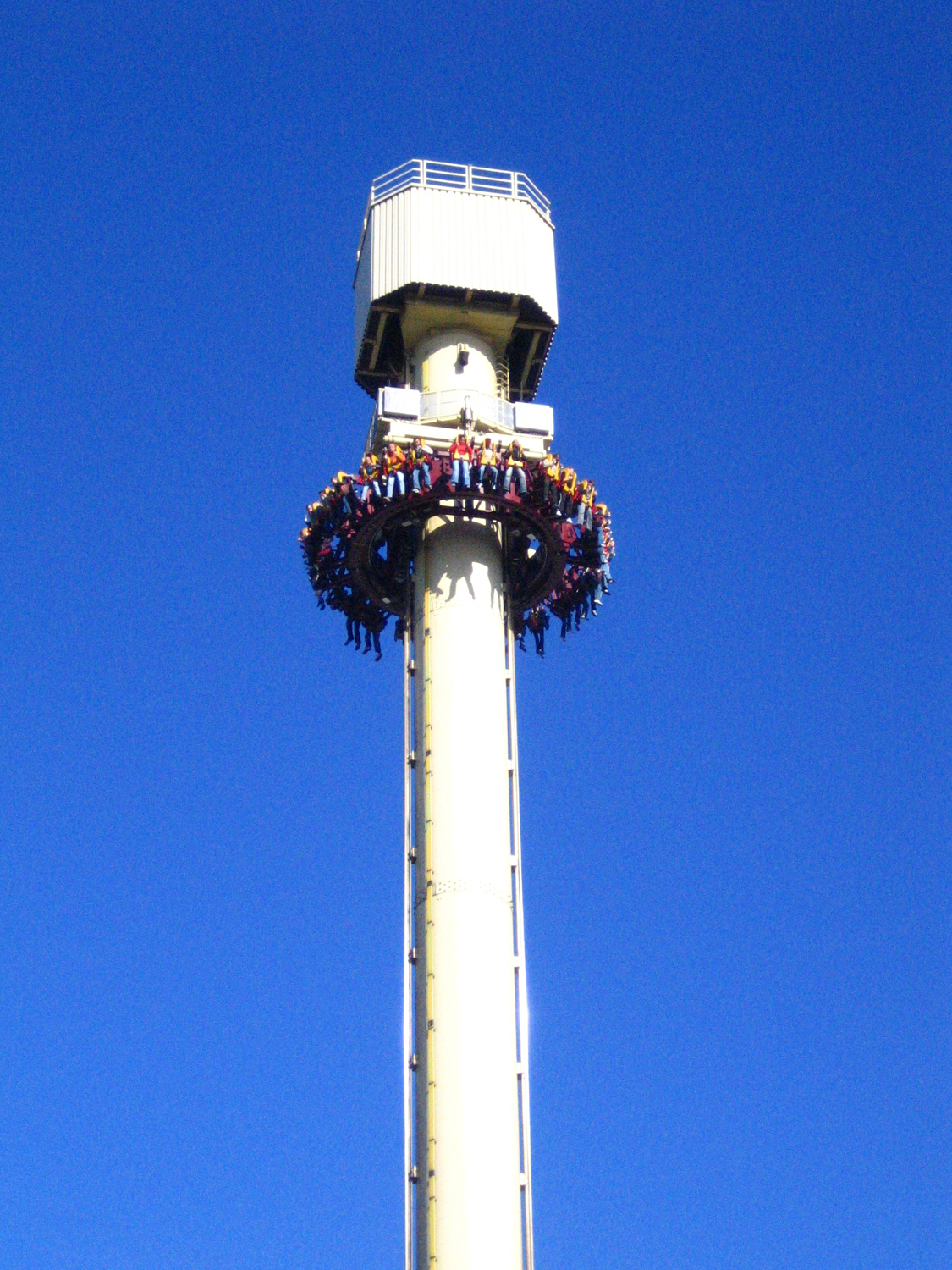
The High Fall is een vrije val in Movie Park Germany.

Movie Park Germany is een attractiepark gelegen nabij de Duitse plaats Bottrop. In het park draait alles om de filmwereld. Veel attracties en themagebieden zijn hier ook naar gethematiseerd. Sinds de opening in 1996 is er veel veranderd in het attractiepark, vanwege een aantal opeenvolgende overnames van het park door diverse bedrijven.

## Geschiedenis
Het park werd op 30 juni 1996 geopend onder de naam Warner Brothers Movie World op het filmterrein van de organisatie Bavaria Film. Het park kreeg als slogan Hollywood in Germany (Nederlands: Hollywood in Duitsland). In 1999 werd het park verkocht aan de organisatie Premier Parks. Aangezien de licenties in handen waren van Warner Brothers had dit geen gevolgen voor de attracties, shows en personages in het park.
In april 2004 verkocht Premier Parks - dat ondertussen was opgegaan in Six Flags - al zijn parken in Europa, waardoor het park in handen viel van StarParks die licenties had van MGM, 20th Century Fox en Nickelodeon. Dit had grote gevolgen voor het park, aangezien dit betekende dat de personages en attracties die bijvoorbeeld gethematiseerd waren naar de Looney Tunes opnieuw gethematiseerd moesten worden. Zo werd de simulator Batman Ride vervangen door Time Riders, de darkride Looney Tunes Adventure door Ice Age Adventure en de rapid river Neverending Story door Mystery River. Tevens veranderde in 2005 de naam van het park naar het huidige Movie Park Germany.
Op 9 januari 2007 maakte Movie Park Germany bekend dat het kindergebied Wonderland Studio's in het nieuwe seizoen onder een andere naam verder zou gaan. Dankzij de nieuwe rechten van Paramount Pictures werden de attracties in dit gebied hernoemd en opnieuw gethematiseerd naar de bekende series van Nickelodeon, het gebied krijgt de toepasselijke naam Nickland.
De laatste overname van het park dateert van mei 2010. Movie Park Germany werd toen overgenomen door Parques Reunidos.
Ter gelegenheid van de vijftiende verjaardag van het park werd in juni 2011 een nieuwe overdekte achtbaan (Van Helsing's Factory) geopend in het gebouw waar vroeger de darkride Gremlins Invasion stond.
In 2017 opende het park haar zevende achtbaan. Deze werd een LSM Launch achtbaan met een lancering tot 90 km/h. De baan die de naam Star Trek: Operation Enterprise meekreeg werd ontworpen door het Duitse bedrijf MACK Rides.
In het jaar 2021 bestaat het pretpark 25 jaar. Ter gelegenheid van dit jubileum opende Movie Park Germany op 23 juni de nieuwe achtbaan Movie Park Studios. De achtbaan vervangt hiermee de attractie Ice Age. De achtbaan heeft een lengte van 532 meter en behaalt een top snelheid van 60 kilometer per uur.

### Verwijderde attracties
Sinds het verlaten van Warner Bros zijn er een aantal attracties verwijderd of aangepast. Onder andere het hele Wonderland Studio-gebied is omgetoverd tot Nickland. Hieronder staat een aantal attracties die een herinrichting of verwijdering hebben ondergaan:
- Gremlins Invasion, een darkride rond de Gremlins-films. De darkride sloot in 2005 en in 2011 werd in de attractiehal Van Helsing's Factory geopend.
- Studio Tour, een kijkje achter de schermen bij het maken van films.
- Lethal Weapon Pursuit, sinds 2005 Cop Car Chase, een achtbaan met twee inversies, die duelleerden tegen elkaar. Deze achtbaan is verwijderd en op deze plaats kwam het themagebied Santa Monica Pier.
- Marvin the Martian, een 3D-film rond de stripheld Marvin the Martian in 4D-bioscoop Roxy. In 2005 werd dit Spongebob Squarepants 4D, in 2008 Shrek 4D, in 2011 Ice Age 4D, in 2016 Ice Age: No Time for Nuts 4D en in 2019 Looney Tunes Starring Road Runner en Wile E. Coyote.
- Batman Abenteuer, een simulator rond de actieheld Batman. De attractie heropende in 2006 als Time Riders.
- Looney Tunes Adventure, een dark water ride met als thema de Looney Tunes, later "Ice Age Adventure". Tijdens de seizoenen 2018 en 2019 was de attractie gesloten en wordt het decor enkel nog gebruikt voor Halloween. In 2021 werd de attractie uiteindelijk omgebouwd tot de indoor multilaunch achtbaan "Studio Tour".
- Unendliche Geschichte, een rapid river met als thema de film Neverending Story. In 2005 heropende de attractie met aangepaste decors als Mystery River en sinds 2018 staat de attractie bekend onder de naam "Excalibur - Secrets of the dark forest".[2]
- Josie's Bath House, een Breakdance in het themagebied The Old West. De attractie werd niet vervangen.
- Movie Magic, een demonstratie over het maken van langspeelfilms in de filmwereld. De attractie werd in 2014 vervangen door de simulator The Lost Temple.
- Das Bermudadreieck, later Bermuda Triangle: Alien Encounter, een darkride over buitenaardse activiteiten in de Bermudadriehoek. In 2019 werd de attractie aangepast en heet sindsdien Area 51 – Top Secret.

## Opzet

### Themagebieden
Movie Park Germany telt zes themagebieden, waarin verschillende attracties te vinden zijn. De attractie Excalibur - Secrets of the Dark Forest valt onder geen enkel themagebied.
- Federation Plaza
- Hollywood Street Set
- Nickland
- Santa Monica Pier
- Streets of New York
- The Old West

### Attracties

#### Shows
- Crazy Cops New York - The Action Stunt Show
- Nicktoons Character Show
- High school superstar
- Movie Park on parade